# معيار قومي لإتاحة المواد التعليمية
يساعد المعيار القومي لإتاحة المواد التعليمية (NIMAS) (نيماس) على تسهيل الوصول المناسب إلى تنسيقات بديلة من المواد التعليمية للطلاب الذين يعانون من ضعف البصر أو أية إعاقة تتعلق بالمواد المطبوعة. كما تحدد نيماس (تنطق هكذا ني ماس) مجموعة من الملفات الأصلية الثابتة والمتاحة التي تعتمد على لغة الرقم القابلة للامتداد (XML) وقد أنتجها ناشرو المنهج الدراسي لمراحل كيه-12 (K-12) أو منتجون آخرون للمحتوى. ويمكن استخدام هذه الملفات الأصلية المعدة جيدًا في إنشاء نسيقات متخصصة متاحة (مثل، برايل، الصوت والنص الإلكتروني والطباعة بخط كبير، إلخ.) للمواد التعليمية المطبوعة. كما تحتوي مجموعة الملفات الكاملة على ملفات بمحتوى إكس إم إل وملف حزمة وصور وملف بصيغة نسق المستندات المنقولة (PDF) لصفحة العنوان (أو أية صفحة تحتوي على معلوماتٍ عن الرقم الدولي المعياري للكتاب (ISBN) وحقوق الطبع والنشر)
وفي خطوةٍ هامة لصالح الطلاب المعاقيين، تبنى الكونغرس الأمريكي نيماس كجزء من قانون تحسين تعليم الأفراد المعاقين لعام 2004 وهو إعادة تفعيل لـ قانون تعليم الأفراد المعاقيين.